# Riedkapelle (Benningen)

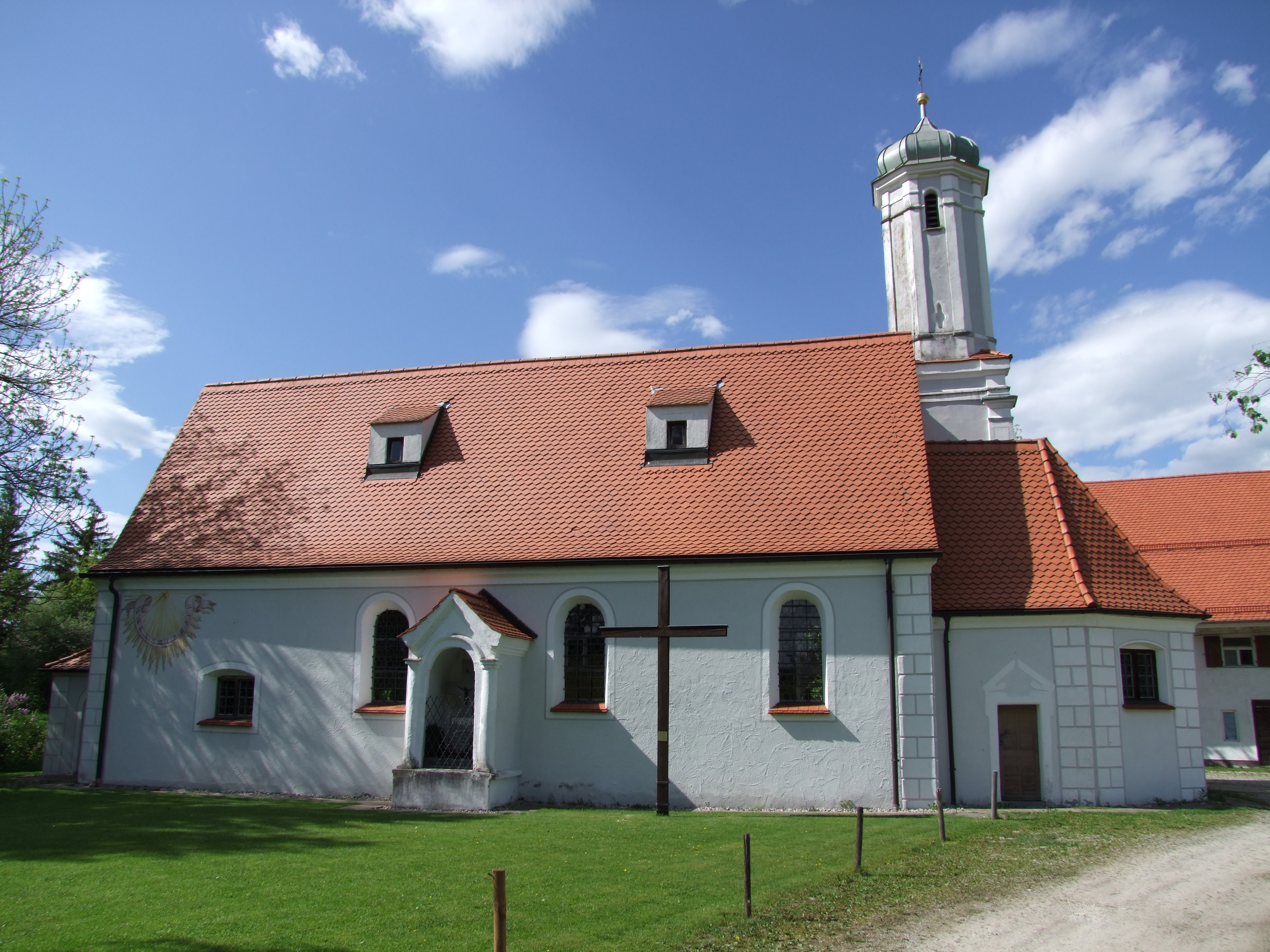
Riedkapelle in Benningen

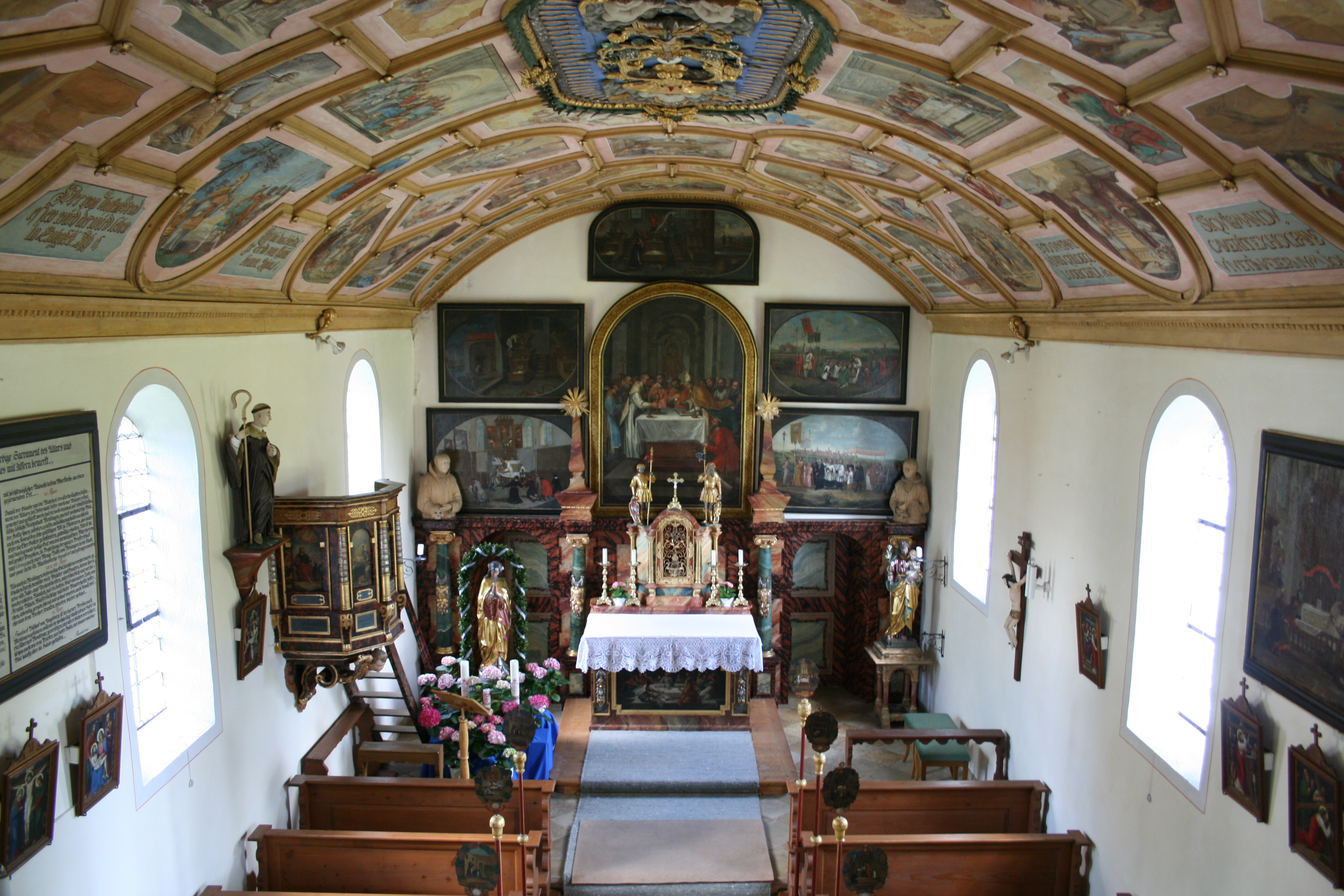
Altar der Riedkapelle in Benningen

Die Riedkapelle in Benningen ist ein römisch-katholischer Kirchenbau in Benningen im Landkreis Unterallgäu in Bayern. Dieser befindet sich nordwestlich von Benningen, unmittelbar am Rande des Benninger Riedes. Die Riedkapelle steht unter Denkmalschutz.

## Geschichte
Die Riedkapelle wurde ursprünglich 1218 nach einem Hostienwunder errichtet. Die Sakristei und Teile des Langhauses wurden im Zuge einer Erneuerung im Jahr 1586 errichtet. 1674 wurde die Riedkapelle abermals erneuert. Während dieser Erneuerung wurde das Langhaus erweitert und der Turm errichtet.

## Baubeschreibung

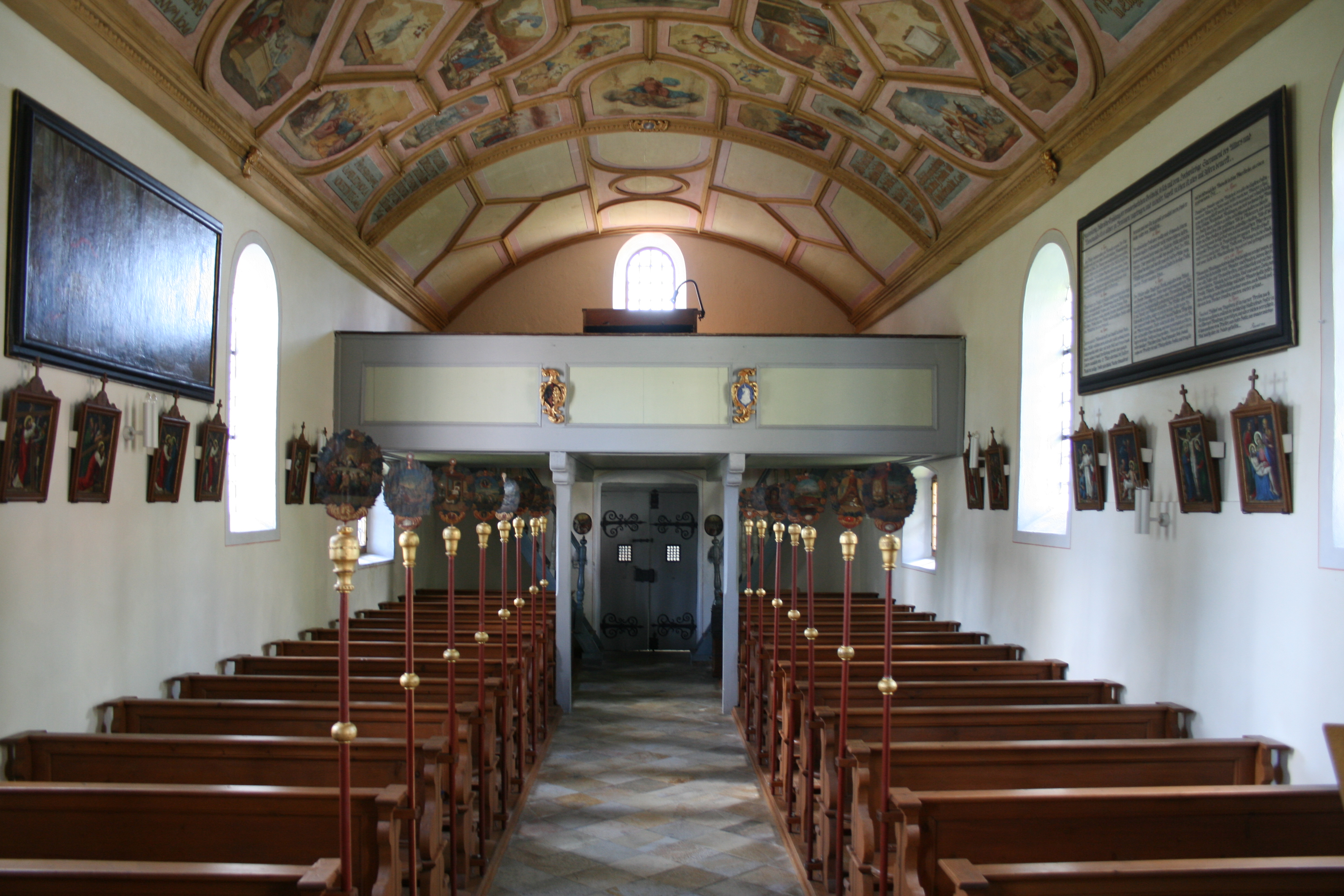
Innenansicht mit Blick auf die Empore

Die Riedkapelle besitzt ein Langhaus mit vier Fensterachsen. An der Südostkante befindet sich eine gequaderte Lisene. Das Langhaus ist mit einem Tonnengewölbe aus Holz überwölbt. Dieses Tonnengewölbe ist durch Leisten in rundbogige und rechteckige Felder aufgeteilt. Die Eingangstüre um 1674 ist mit stilisierten Ranken geschmückt und besitzt schmiedeeiserne Angelbänder. Die Empore aus Holz an der Westseite ist sehr schlicht gehalten und hat zwei Treppenaufgänge. An der Brüstung der Empore sind die Wappen des Klosters Ottobeuren und des Ottobeurer Abtes Benedikt Hornstein angebracht. An der Ostseite des Langhauses ist die Sakristei mit dreiseitigem Schluss angebaut. Zwischen der Sakristei und dem Langhaus befindet sich der Turm an der Nordseite der Riedkapelle. Die unteren Geschosse des Turmes sind vierseitig, der obere Teil des Turms ist hingegen oktogonal. Der Turm ist mit einer kupferbeschlagenen Zwiebelkuppel bedeckt. An der Südseite der Riedkapelle befindet sich ein Kapellenanbau vom Ende des 17. Jahrhunderts.

## Ausstattung

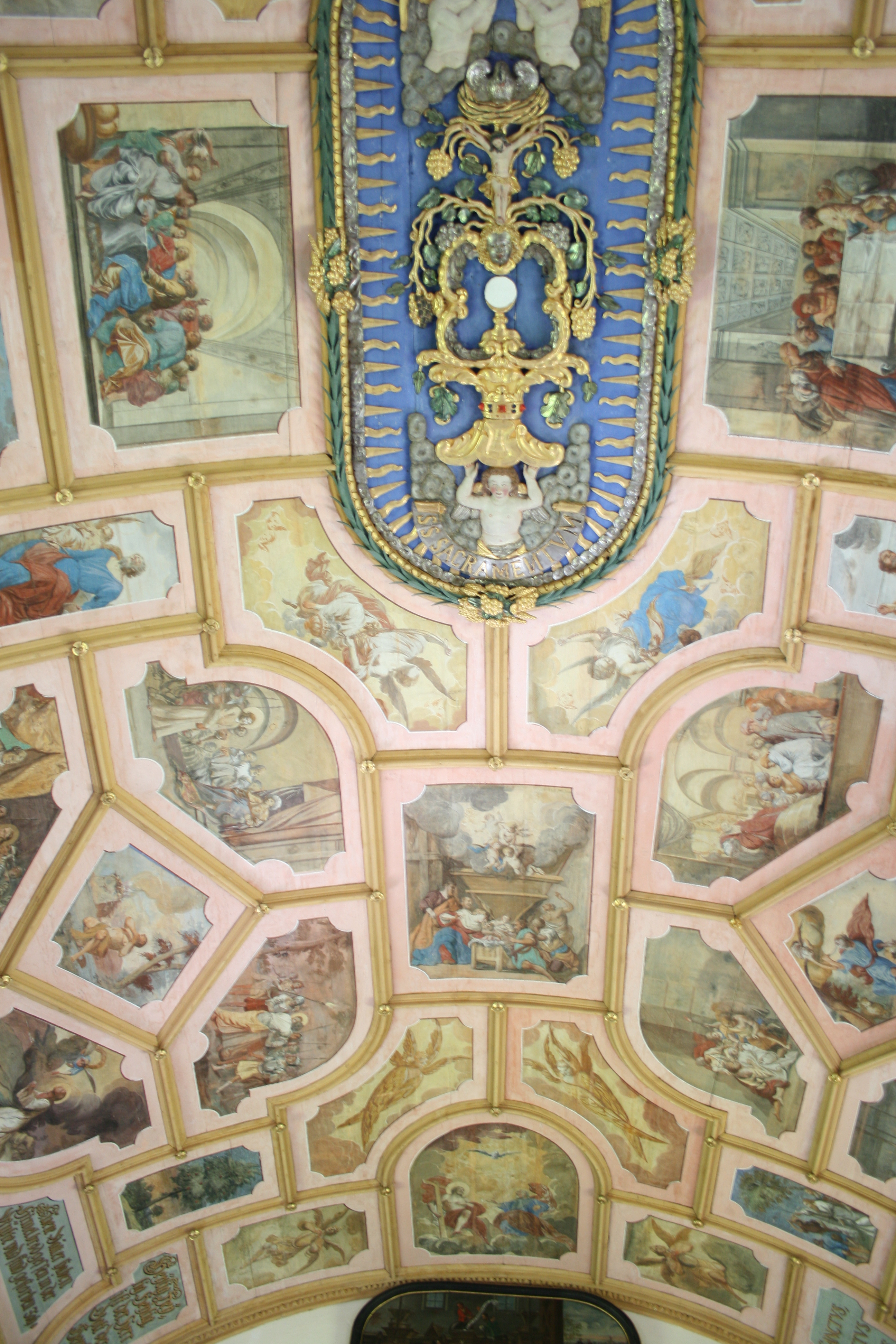
Holzdecke u. a. mit Darstellungen des Alten Testamentes

Die Holzdecke aus dem 17. Jahrhundert der Riedkapelle besteht aus 48 Feldern. In ihnen sind Szenen der Passion mit allegorischen und alttestamentlichen Darstellungen abgebildet. Daneben finden sich noch Abbildungen der Dreifaltigkeit mit Cherubim und Seraphim, der Himmelfahrt Mariä, von Kirchenvätern und Aposteln. Im Osten der Kapelle befindet sich der, um das Jahr 1674 geschaffene, Altar. Die Mensa ist mit marmoriertem Holz verkleidet, das Antependium wurde 1697 von Arbogast I. Thalheimer auf Leinwand gemalt. Rechts und links des Altares befinden sich zwei Türdurchgänge zur Sakristei. Sie sind jeweils von zwei Säulen flankiert, auf welchen sich die Holzbüsten des Hl. Benedikt und des Hl. Franziskus befinden. Beide Holzbüsten entstammen dem 17. Jahrhundert. Der Tabernakel besteht aus marmoriertem, teilweise vergoldetem Holz und wird durch ein schmiedeeisernes Gitter von 1757 abgeschlossen.
Die aus Holz angefertigte Kanzel entstammt dem späten 17. Jahrhundert und steht an der Nordseite der Riedkapelle. Der Aufgang zur Kanzel befindet sich innerhalb des Langhauses. Die Kanzel ist ein polygonaler Korb mit gedrehten Säulen. In den durch diese Gliederung entstandenen Feldern sind die vier Evangelisten abgebildet. In der Riedkapelle befinden sich noch mehrere Holzfiguren, so unter anderem die Figur des Hl. Leonhard aus der ersten Hälfte des 18. Jahrhunderts und die Hl. Theodor und Alexander aus der zweiten Hälfte des 16. Jahrhunderts.

## Hostienwunder
Das Benninger Hostienwunder von 1215/1216 ist in der Riedkapelle auf acht Tafeln dargestellt. Die Tafeln in der Riedkapelle sind Kopien aus dem Jahr 1774, die Originale befinden sich im Kloster Ottobeuren. Geschaffen wurden die Gemälde um das Jahr 1600 von Johann Friedrich Sichelbein.